# 真・三國無双5
『真・三國無双5』（しん・さんごくむそう5）は、2007年11月11日にコーエーから発売された真・三國無双シリーズ第5作。PlayStation 3、Xbox 360、Windows Vista / XPで発売された。また、『真･三國無双5 Empires』（PS3・Xbox 360・PSP）も発売している。
キャッチコピーは「究極のアクション。究極の戦場。」。

## 概要
- 次世代機用に制作され、新媒体になりグラフィック、兵士の種類や国別の兵士の服装、行動パターンが強化された。
- また今までのシステムを一新し通常攻撃が無限に連なる「連舞システム」の搭載、護衛キャラクターの廃止、登場キャラクターのデザインの大幅な変更が行われている。
- 一般兵の女性が廃止され、新たに単体の戦闘力が低い代わりに周辺味方の攻撃力を上げる特性を持つ新兵種「将旗兵」が追加される。
- 一方、キャラクターやステージの削除、無双モードでの使用キャラの減少（ボリューム不足と評価されている[1]）、キャラクターモーションの重複などが起こっている。『真・三國無双』以来久々に、無双モードが用意されているキャラクターのステージ数が全キャラクターで同じ数になった。
- ムービーが豊富で、無双モードがあるキャラクター1人につきムービーが10種類存在する。また陳宮や朱然などの一般武将の活躍も目立つように描かれている。シリーズで初めてムービー字幕のオン/オフが可能になった作品でもある。
- 戦闘中に表示される、キャラクターのメッセージ枠も拡張され、これまでの1行表示から一度に2行まで表示されるようになった。

## キャラクター
- 前作『4』の時点でのプレイアブル武将から蜀では星彩、姜維、魏では龐徳、呉では大喬、その他では孟獲、祝融、左慈が登場していない。
- 後に『5 Empires』で孟獲が、『MULTI RAID 2』で大喬と姜維が、『6』で星彩と祝融が、『6猛将伝』で龐徳が、『7』で左慈が復帰した。

## シナリオ
- 黄巾の乱
- 虎牢関の戦い
- 呉郡平定戦
- 下邳の戦い
- 官渡の戦い
- 許都侵攻戦
- 長坂の戦い
- 赤壁の戦い
- 成都制圧戦
- 荊州の戦い
- 合肥の戦い
- 定軍山の戦い
- 漢中攻防戦
- 樊城の戦い
- 夷陵の戦い
- 石亭の戦い
- 合肥新城の戦い
- 五丈原の戦い

## 新システム
今作はシステムが完全一新され、操作性はほとんど同じながらもプレイ感覚は非常に異なる。

### 連舞システム
新たに導入された攻撃システム。連続攻撃によってchainコンボをつないでいくとプレイヤーの体力ゲージの横にある「連舞ゲージ」がたまっていき、ランクが上がるたびに攻撃数が増えていき技の流れが多彩になっていく。
ランクは4段階あり、連舞ランクは1から始まり2〜∞まで上がっていく。ただし3・∞は対応スキルを獲得しないかぎり到達できない（アイテムや特技「強襲」で一時的に∞にすることはできる）。
連攻撃
□ボタンによる通常攻撃にあたるもの。ガードや回避で後隙をキャンセルし、スムーズに連携することが出来る。
強攻撃
△ボタンのチャージ攻撃にあたるものだが、今作では必ず相手のガードを崩すことが出来るため、同様に大きく強化されたガードへの対抗手段になっている。
連攻撃の最中ならいつでも派生可能だが、どの状況から派生しても必ず同じコンボ攻撃になる。連舞ランク1時は2連続、最大5連続の連続強攻撃。
空中強攻撃や馬上強攻撃に加え、本作では地上でボタンを長押しすると広範囲を攻撃する溜め強攻撃、ダッシュ中に出せる走り強攻撃が追加されている。
一部武将は連続強攻撃を途中で止め、再び連攻撃につなげることも可能。
ガード
プレイヤー・敵味方共に共通して、ガード中は全方位の連攻撃を防げるようになっている。前作まではシフト移動中はガード不可能だったが、本作からはシフト移動しながらガードすることも可能になった。
殺陣攻撃
ガード中に出せるつかみ技。成功すると無敵状態になるので、集団を吹き飛ばして脱出する時にも使うことが出来る。
□ボタンの連殺陣は出が素早く、連攻撃をガードキャンセルして繋ぎやすい。△ボタンの強殺陣は出が遅いがガード不可能。
回避
前転して敵の攻撃をかわすアクション。

### 武器
今作では前作まで存在した第〜武器やユニーク武器の概念は存在せず、「標準」「技」「力」の三種類にタイプ分けされている。武器の基本攻撃力や付加される属性は基本的に難易度が高いほど高性能になる傾向が強い。
連舞ランクが上がると、武器のタイプごとに特性が追加されるようになる。ランクに応じて「標準」は攻撃範囲が拡大し、「技」は連攻撃の速度が増加する。「力」は連攻撃が敵のガードを連舞ランクに応じた確率で崩すようになり、連攻撃が強攻撃のように強くなる。

## 真・三國無双5 Special
2008年10月に『真・三國無双5 Special』（以下『Special』）がPS2で発売された。
キャッチコピーは「真の無双。──いまここに」。
張郃・曹丕・太史慈・凌統・馬超・月英の6キャラに固有の武器・モーションと無双モードが与えられ、新規ステージも追加された。孫策・孫尚香のモーションは実質固有モーションとなり、張郃・太史慈は武器が前作『4』のものと同一になった（モーション自体は別物）。また、国別の兵士の服装や水泳、包囲戦の概念が削除された。しかしプレイ中に処理落ちが頻繁に発生するという新たな問題点があった。
なお、『Special』はPlayStation 2のソフトウェア全体でも数少ないDVD-ROM2枚組のソフトウェアである。ただしアジア、北米版は片面2層ディスク1枚で発売されている。
2009年10月22日にはPlayStation Portable版が発売。『真･三國無双5 Empires』で追加武将として登場した孟獲もプレイヤーキャラとして使用可能となる。データをメモリースティックにインストールすることによって、フルボイスで楽しむことができる。PS2版で頻発した処理落ちも少なくなっている。しかし「技」の武器の「連攻撃速度が上がる」という効果がゲーム上に反映されないという不具合が発生している。また、PS3版とPS2版では無双モード内のムービーで最初に登場する際に武将の名前と役職が表示されたが、PSP版では表示されなくなっている。
PlayStation Portableでは初の正式ナンバリングタイトルの発売である。

### SP版追加の戦場
- 江東の戦い
- 河北掃討戦
- 潼関の戦い
- 濡須口の戦い
- 街亭の戦い

## 真・三國無双5 Empires
『真・三國無双5 Empires』（しん・さんごくむそう5 エンパイアーズ）は2009年5月28日にPlayStation 3、Xbox 360で発売。
キャッチコピーは「覇に生きるか。武に生きるか。」。
武将モーションなどは『真・三國無双5 Special』と同様である。新たに孟獲が使用可能な武将となった。また、新ステージもいくつか追加されているが、赤壁や長坂などの旧ステージがいくつか削除されている。
エディットモードは更に詳細な設定が可能になり、一度登録した後も全ての部分をもう一度設定し直すことが可能になっている。ダウンロードコンテンツとして、エディットパーツや三國無双のBGMが配信された（PSP版では、発売日以前までに配信されたエディットパーツは殆どソフトに収録済み。『三國無双』のBGMは最初から使用可能になっている）。2010年5月6日を最後に、ダウンロードコンテンツの追加は停止している。
2010年1月21日には、PSPへの移植版が発売された。PSP版の新要素として、最大4人での対戦モードが追加。ダウンロードコンテンツも削除された4以前のキャラクターの4時の衣装がエディット防具として配信、また音楽も追加要素を加えて配信されている。『真・三國無双4』に登場していたキャラクターには、該当作の衣装が配信データとして追加されていく（PSP版以外には配信されていない）。

PSP版の『5Special』同様、データインストールを行うことによりフルボイスで楽しむことが可能。
施設利用時の店員のグラフィック及び応対のボイスは削除され、エディットパーツの中でも一部のパーツの詳細設定ができなくなっている。シリーズ恒例の本編のデータ引継ぎによる特典はない。
2010年11月18日には、PS3のBest版が発売された。上記のPSP移植版とは異なり、内容変更及び配信済みコンテンツの標準搭載は行われていない。

### 過去のEmpiresからの変更点
非常に多いので、大まかな点のみ記述する。
- これまでは君主プレイのみしかできなかったが、君主に仕える「武将」と、仕官していない「在野」状態でもプレイ可能になった。ただし、在野状態でゲームをクリアすることはできない。
- 再出撃は軍全体での回数共有ではなく、武将一人ごとに最大4回までとなった。そのためか、本陣に大量の武将が集う状況も起こりうる（再出撃箇所が本陣以外のこともある）。
- 確実に敵武将を捕縛できる状況を作り出す手立てはほぼなくなり、敵武将を捕らえるのが難しくなった。逆に、味方武将が戦闘中に捕縛されることもなくなった。
- ゲーム中に、いかなる場合においても武将が死亡することがなくなった。捕縛した武将も処断はできず、登用するか捕虜交換金と引き換えに解放するかのどちらかになった。
- 戦略画面・敵の捕縛後を問わず、登用は必ず成功し（拒否されることがなくなった）軍資金もかからない。ただし戦略画面では登用対象を選ぶことはできない。
- 支配地域を複数持っている君主を撃破しても支配地域の全獲得はできないが、捕縛した後に登用すると登用した君主の元々支配していた地域を全て獲得できる。
- プレイヤー武将以外の、仲間武将の数は在野・武将・君主のどの立場になっているかで決まり、プレイヤーの領土が増加しても登用枠は一切増減しなくなった。野に下るときは武将全員の中から数人を選び、選ばれなかった武将は自動的に解雇される。
- 侵攻戦・防衛戦では敵勢力の武将一人が、戦闘開始直後に「潜伏」（マップ上で確認不能になり、拠点に侵入されると即陥落）・「一騎当千」（1回撃破するまで強化状態になる）・「不穏」（侵入した拠点全てを問答無用で陥落させる）のいずれかを発動させる。ただしカード「局地戦」を使用して最大出撃人数が4人に減っている場合は何も起こらないことがある。
- プレイヤーのみ全領土で武将の総数が決まっており、領土ごとに配置する必要はなくなった。そのため、これまでのように武将が配置されていない領土は無条件で攻め落とされるという事態にはならない。
- 君主編では、武将の命令提案を採択する方式から、武将一人ひとりに割り振られたカードを国力（コスト）を消費して命令を実行する形式に変更された。
- 武将編では3ヶ月に1度開催される軍議により、「方針」と「任務戦闘」が言い渡される。階級が一定以上になると進言を行って提示された内容の変更願いも出せるが、必ず受け入れられるとは限らない。
- 戦闘の積み重ねなどにより、同じ軍内の武将との人間関係が良くなると義兄弟（同性2人まで）・婚姻（異性1人まで）・派閥参加（性別不問・1人まで）などの契りが結べる。契りを結ぶことにより、有利な状況が生まれることもある。義兄弟と婚姻は、元々血縁関係にある者同士で結ぶことはできない。
- 全ての武将が、史実などで関連性のあった者同士であっても固有台詞などを発しなくなった。
- 一度ゲームをクリアしたデータをロードすると、再び最初からのプレイになる。その際に「クリアポイント」を消費して武器・軍馬の引き継ぎなどの恩恵を得られる。本作では武将のステータスは引き継がれない。クリアポイントは最大5000ポイントまでで、全ての引き継ぎ要素を利用するにはポイントが足りない。

### 5及び5Specialからの変更点
- 連舞ゲージが廃止され、武器レベルにより連舞ランクが変化し攻撃回数が変わる（4以前に近い）。
- 「力」、「技」に位置付けられた武器も廃止され、各キャラの武器は「5」で標準タイプに位置付けられた武器のみとなった。
- 連攻撃に属性が乗らず、連攻撃をガードでキャンセルできない。それによって連攻撃をキャンセルして殺陣攻撃への派生が不可能になった。
- 360°ガードが撤廃され、シフト移動中のガード機能が無くなっている。シフト移動からの殺陣攻撃も不可。
- ガードから回避を出すときも前方にしか出せない。ガード中のカメラ操作が出来なくなっている
- 回避中に方向転換可能
- 視点カメラ操作がセミロック式に変更。
- 踏み入れるとずり落ちる一方であった坂道を、ジャンプの連続でよじ登れるようになった。

### キャラクター
- 「エディット」モードによりオリジナルの武将を作成できる。
  - 声：服巻浩司（楽天家）、三浦祥朗（耽美）、藤本たかひろ（冷静、豪快）、山本圭一郎（重鎮）、石川英郎（侍）、福原耕平（老練）、宮坂俊蔵（純粋）、村上京（熱血）、笠原留美（勇敢）、宇和川恵美（妖艶）、住友優子（活発）、嶋方淳子（勝気）、小松里賀（楽天家）、佐藤朱（可憐、古風）、庄司宇芽香（無邪気、冷静）

## 公式サイト
- 真・三國無双5
- 真・三國無双5 Special
- 真･三國無双5 Empires